# Canada Gairdner Wightman Award
Der Canada Gairdner Wightman Award ist ein von der kanadischen Gairdner Foundation jährlich in Toronto vergebener Wissenschaftspreis. Mit ihm werden Kanadier ausgezeichnet, die sich in besonderem Maße um die biomedizinischen Wissenschaften, die Leitung entsprechender Institutionen, die Bekämpfung von Krankheiten oder die Entwicklung der kanadischen und internationalen Biomedizin verdient gemacht haben. Der Preis war zuletzt mit 100.000 CAD dotiert und ist (Stand 2023) pausiert.
Erster Preisträger war 1976 Keith J. R. Wightman. Nach ihm wurde der Preis in der Folge benannt.

## Preisträger
- 1976 Keith J. R. Wightman
- 1979 Claude Fortier
- 1981 Louis Siminovitch
- 1984 Douglas G. Cameron
- 1986 Aser Rothstein
- 1989 Lloyd D. MacLean
- 1992 John R. Evans
- 1999 Charles Hollenberg, Peter Macklem
- 2001 Henry Friesen
- 2006 Allan R. Ronald
- 2008 Alan Bernstein
- 2009 David Sackett
- 2010 Calvin Stiller
- 2011 Michael R. Hayden
- 2012 Lorne Babiuk
- 2013 James C. Hogg
- 2014 Salim Yusuf
- 2015 Janet Rossant
- 2016 Frank Plummer
- 2017 Antoine M. Hakim
- 2018 Frances A. Shepherd
- 2019 Connie Jean Eaves
- 2020 Guy A. Rouleau
- 2021 Elizabeth Eisenhauer
- 2022 Deborah J. Cook